# كريترز أوف ذا ساك
كريترز أوف ذا ساك (بالإنجليزية: Craters of the Sac)‏ ألبوم نصف رسمي لشركة إم بي 3 ريليز أونلي لفرقة وين. بسبب إصدار تسجيلات إليكترا لألبوم «بينتين ذا تاون براون» الذي كان يفترض أن يكون أول ألبوم مستقل صدر للفرقة على الأنترنيت، فقد سرب دين وين الألبوم للأنترنيت سنة 1999 ليبين لمحبي الفرقة مدى امتنانها لهم. بالرغم من أن أغنيتي «بوت ذا كوك أون ماي ديك» و «مونيك ذا فريك» تظهران في كرونولجيا وين كأنهما صدرتا بعد «بينتين ذا تاون براون» (1999) وقبل وايت بيبر (2000)، فإنهما أتيتا من ألبوم «ذا مولاسك سيشنز» الصادر سنة 1997. أصل أغنية «ساكين بلود فروم ذا ديفلز ديك» هو تسجيل باندي فاكلر من أواخر الثمانينات.
تظهر نسخ ريمكس لأغاني «بيغ فات فاك»، «هاو هاي كان يو فلاي؟»، و «مونيك ذا فريك» في ألبوم وين للأغاني الغير صادرة «شينولا فول. 1» الصادر سنة 2005.
غلاف الألبوم عبارة عن صورة مقربة لصفن عضو الفرقة دين وين.